# Joan Bernat
Joan Bernat (Manresa, segle XVII - segle xviii) fou mestre de capella de diversos centres del principat.
Va ser mestre de capella de la basílica de Santa Maria de Vilafranca (ca 1692 - ca 1695). En subtitució de Jaume Subias i fins al gener de 1699 va obtenir la mestria de la seu de Manresa. La seva estada a Manresa va ser tumultuosa si tenim en compte que el capítol de canonges va demanar a l'antic mestre que tornés perquè no estava satisfet amb l'actuació de Bernat. Aquell mateix any va entrar com a mestre de capella a Granollers i posteriorment es va presentar juntament amb altres 5 compositors a les oposicions de Santa Maria del Mar, on va quedar tercer i els seus exercicis es van considerar com a satisfactoris. Va restar uns quants anys a Granollers i després va passar per altres centres del principat. Fins que entre els anys 1715 i 1724 va ser mestre de capella de l'Església dels Sants Just i Pastor de Barcelona. Durant la seva estada en aquesta església va tenir un tarannà bohemi i despreocupat.